# Dinetus simplicipes

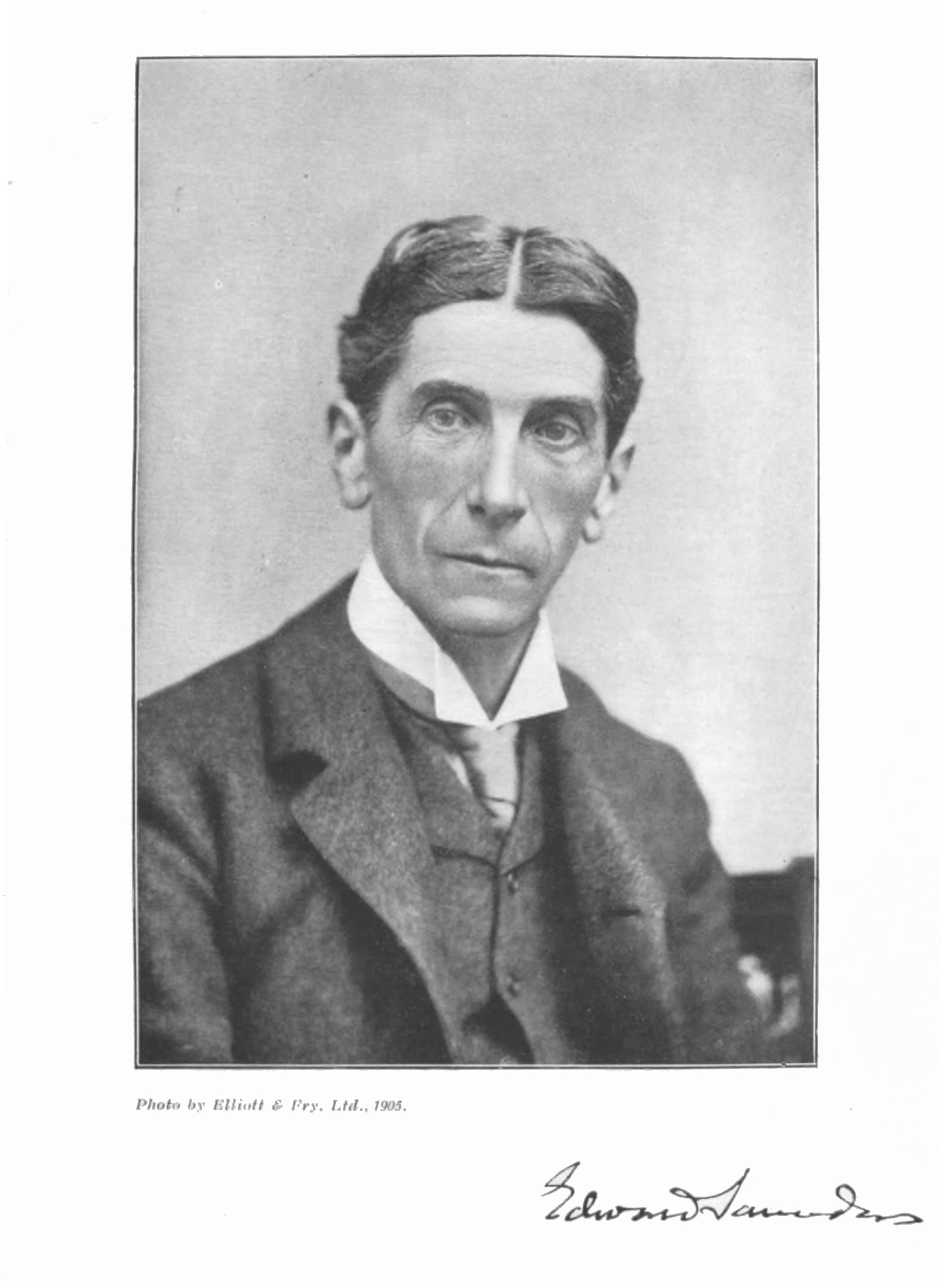
Edward Saunders, автор первого описания вида

Dinetus simplicipes (лат.) — вид песочных ос (Crabronidae) рода Dinetus. Алжир и Тунис.

## Описание
Мелкие осы (менее 1 см) чёрного цвета с жёлтыми, белыми или рыжевато-коричневыми отметинами. От близких видов отличается следующими признаками: тергит IV без пунктур; проподеум матовый, с более или менее отчетливыми короткими бороздками в центральной части, боковые части мелкосетчатые, без борозд. Передние тарзальные гребни с узкими шипами. Глаза не соприкасаются друг с другом, но соприкасаются с основанием мандибул. Жвалы с выемкой внизу. Развит псаммофор. В передних крыльях 2 субмаргинальные ячейки. Предположительно, как и другие близкие виды своего рода охотится на клопов (Heteroptera) и цикадок (Cicadinea), которых запасают для своего потомства в земляных гнёздах. Вид был впервые описан в 1910 году английским энтомологом Эдвардом Сондерсом (1848–1910), а его валидный видовой статус подтверждён в нескольких последующих ревизиях.